# Niagara Falls (film 1912 Champion)
Niagara Falls è un cortometraggio muto del 1912. Il nome del regista non viene riportato nei credit del film.

## Produzione
Il film fu prodotto dalla Champion Film Company, una società indipendente che Mark M. Dintenfass aveva fondato nel 1909, stabilendone gli studi a Fort Lee, nel New Jersey.

## Distribuzione
Distribuito dall'Universal Film Manufacturing Company, il documentario, un cortometraggio lungo cento metri, uscì nelle sale cinematografiche USA il 19 agosto 1912. Nelle proiezioni, veniva programmato con il sistema dello split reel, accoppiato in un'unica bobina con un altro cortometraggio prodotto dalla Champion, la commedia The Bum and the Bomb.